# Sânpetru German
Sânpetru German – wieś w Rumunii, w okręgu Arad, w gminie Secusigiu. W 2011 roku liczyła 2037 mieszkańców. 